# Xả súng tại nhà thờ Sutherland Springs
Vào ngày 05 tháng 11 năm 2017, một vụ nổ súng hàng loạt diễn ra tại nhà thờ First Baptist trong  cộng đồng chưa hợp nhất Sutherland Springs, Texas, khoảng 40 dặm (65 km) về phía đông của San Antonio.  Hai mươi sáu người bị giết và 20 người khác bị thương. Đây là một cuộc đình công gây chết người trong lịch sử nước Mỹ, vượt qua vụ xả súng nhà thờ Charleston vào năm 2015.

## Diễn biến vụ xả súng
Vào khoảng 11 giờ 30 sáng CST, một tay súng bước vào nhà thờ và bắt đầu bắn. Các nguồn cảnh sát liên bang cho biết tay súng này đã sử dụng một khẩu súng trường loại AR-15, và người phát ngôn của cơ quan an ninh cộng đồng Texas cho biết người này mặc một chiếc áo chống đạn và mặc đồ đen. Một nhân chứng nói là nghe thấy tiếng của "súng bán tự động". Một số nguồn báo cáo rằng một người có vũ trang cùng tham gia với nghi can khi người này rời khỏi nhà thờ và có thể đã làm ông bị thương.
Tay súng đã chết vì súng đạn sau khi đuổi theo cảnh sát địa phương qua quận Guadalupe, Texas, mặc dù nó không rõ là người này đã chết như thế nào. 
Trụ sở Cục Điều tra Liên bang gần San Antonio, cùng với các đại lý từ Văn phòng Rượu, Thuốc lá, Vũ khí và Chất nổ đã không nói về bất kỳ động cơ nào của tay súng này.